# William Frederick Knight
Pour les articles homonymes, voir Knight.
William Frederick Knight (né le 6 décembre 1933 et mort le 8 novembre 2022) est un acteur américain surtout connu pour ses doublages en anglais de dessins animés et de jeux vidéo. Il fait surtout des voix d'hommes âgés ou d'hommes sages notamment avec un accent britannique prononcé.

## Filmographie
- 1996 : Zarkorr! The Invader
- 1996 : Witchcraft 8: Salem's Ghost
- 1997 : Deadlock: A Passion for Murder
- 1997 : Quicksilver Highway, téléfilm
- 1998 : Sex Files: Alien Erotica
- 1998 : Dark Secrets
- 1998 : Curse of the Puppet Master
- 1998 : I Got the Hook Up
- 2001 : Black Days
- 2003 : Exorcism
- 2007 : One Long Night
- 2007 : Exorcist Chronicles

## Doublage

### Rôles principaux dans des dessins animés
- 1995 : Ghost in the Shell
- 1995 : El Hazard, série télévisée
- 1997 : El Hazard: The Magnificent World 2, téléfilm
- 1998 : Mezzo forte, téléfilm
- 1998 : Cowboy Bebop, série télévisée
- 1998 : Trigun, série télévisée
- 1999 : The Big O, série télévisée
- 1999 : Street Fighter Zero, téléfilm
- 2001 : I My Me! Strawberry Eggs, série télévisée
- 2001 : Metropolis
- 2001 : Cowboy Bebop: Knockin' on Heaven's Door
- 2002 : Overman King Gainer, série télévisée
- 2002 : Ailes Grises (Haibane renmei), série télévisée
- 2002 : Heat Guy J, série télévisée
- 2003 : Wolf's Rain, série télévisée
- 2003 : Texhnolyze, série télévisée
- 2003 : Ikki Tousen, série télévisée
- 2003 : R.O.D the TV, série télévisée
- 2003 : Mermaid Forest, série télévisée
- 2003 : Ghost in the Shell : Stand Alone Complex, série télévisée
- 2003 : Licensed by Royalty, série télévisée
- 2003 : Gungrave, série télévisée
- 2004 : Appleseed
- 2004 : Innocence : Ghost in the Shell 2
- 2004 : Shin getter robo, série télévisée
- 2004 : Samurai champloo, série télévisée
- 2005 : IGPX: Immortal Grand Prix, série télévisée
- 2006 : Ghost in the Shell: S.A.C. Solid State Society
- 2008 : Fear House

### Rôles principaux dans des jeux vidéo
- 1997 : Ghost in the Shell
- 1998 : Brave Fencer Musashi
- 2003 : Prince of Persia : les Sables du temps
- 2005 : Samurai champloo
- 2006 : Tony Hawk's Project 8
- 2007 : The Darkness
- 2008 : Turning Point: Fall of Liberty